# Por jądrowy

Schemat budowy porów jądrowych 1. Otoczka jądrowa 2. Pierścień cytoplazmatyczny 3. Szprychy 4. Koszyk 5. Filamenty

Pory jądrowe – otwory w podwójnej błonie jądrowej, służące do transportu cząsteczek z jądra komórkowego do cytoplazmy albo w przeciwnym kierunku. 
W obrębie poru jądrowego znajduje się jądrowy kompleks porowy (NPC – ang. nuclear pore complex) o średnicy 120-150 nm. Liczba jądrowych kompleksów porowych jest zależna od wieku, aktywności metabolicznej i typu komórki. W hepatocytach znajduje się 3000-7000 porów, a w komórkach o wysokiej aktywności metabolicznej liczba ta sięga 50 mln.

## Budowa jądrowego kompleksu porowego
Jądrowy kompleks porowy jest cylindryczną strukturą zbudowaną z trzech współosiowo ułożonych pierścieni:
- pierścienia cytoplazmatycznego, w którym zakotwiczonych jest 8 filamentów białkowych o długości do 100 nm,
- pierścienia jądrowego (od strony nukleoplazmy)
- kompleksu 8 promieniście wpuklających się do kanału segmentów (zrąb podstawowy) przypominających szprychy koła i tworzących kompleks kanału centralnego. Podjednostki sąsiadujących szprych są tak ułożone, że między leżącymi obok siebie szprychami a błoną jądrową powstaje 8 kanałów peryferycznych (obwodowych), które prawdopodobnie są miejscem dyfuzji biernej jonów i cząsteczek o średnicy do 10 nm.

## Przekaźnictwo jądrowo-cytoplazmatyczne
Transport cząsteczek przez kanał centralny jądrowego kompleksu porowego wymaga dostarczenia energii z hydrolizy ATP lub GTP. Przemieszczanie cząsteczek, np. białek z cytoplazmy do jądra można podzielić na kilka etapów:
1. Białko, do którego przyczepiona jest sekwencja sygnałowa (NLS – ang. nuclear localization sequences), łączy się z receptorem cytoplazmy podstawowej.
2. Kompleks białko przenoszone-sekwencja sygnałowa-receptor przyczepia się do jądrowego kompleksu porowego. Biorą w tym udział białka zwane nukleoporynami, których w strukturach jądrowego kompleksu porowego znajduje się ok. 100.
3. Przy udziale białkowego nośnika transportującego wahadło (ang. carrier) odbywa się transport dojądrowy.
4. Uwolniony receptor wraca do cytoplazmy.